# Surčin városi község

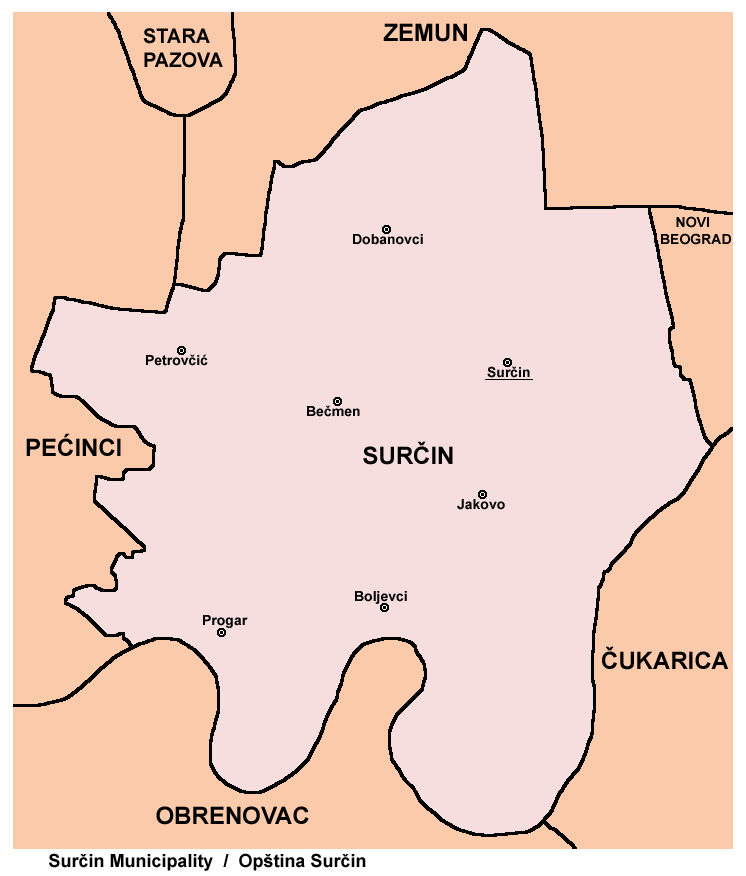
Szurcsin városi község térképe

Szurcsin városi község (szerbül Градска општина Сурчин / Gradska opština Surčin) Szerbia fővárosának, Belgrádnak az egyik közigazgatási egysége a város nyugati részén. 

## Fekvése
Az Alföldön, az Alsó-Száva-síkon, a Dunától délre, a Száva bal partján, földrajzilag a Szerémség délkeleti csücskében található. 
Északról a Zimony városi község, keletről Újbelgrád városi község és a Száva folyó, illetve Čukarica városi község, délről a Száva folyó illetve Obrenovac városi község, nyugatról pedig Pecsince község (Vajdaság) határolja.

## Története
Ez Belgrád legfiatalabb városi községe: 2004-ben választották le Zimony községből. Szurcsin 2011 óta város.

## Települések
A városi községben 2 város (Szurcsin és Dobanovce) és 5 falu található.
(Zárójelben a szerb név szerepel.)
- Becsmen (Bečmen)
- Boljevce (Boljevci)
- Dobanovce (Dobanovci)
- Jakovo
- Petróc (Petrovčić)
- Progár (Progar)
- Szurcsin (Surčin)

## Népesség
A 2011-es népszámlálás szerint a városi község 43 819 lakossal rendelkezett. Az etnikai összetétel a következő volt:
- szerbek: 37 866 fő (86,41%)
- cigányok: 1415 (3,23%)
- szlovákok: 1254 (2,86%)
- horvátok: 373 (0,85%)
- muzulmánok: 102 (0,23%)
- macedónok: 95 (0,22%)
- jugoszlávok: 93 (0,21%)
- montenegróiak: 89 (0,2%)
- magyarok: 34 (0,08%)
- gorancik: 16 (0,04%)
- szlovének: 14 (0,03%)
- oroszok: 14 (0,03%)
- németek: 13 (0,03%)
- albánok: 12 (0,03%)
- ukránok: 12 (0,03%)
- bolgárok: 11 (0,03%)
- bosnyákok: 8 (0,02%)
- románok: 3 (0,01%)
- ruszinok: 2 (0%)
- bunyevácok: 1 (0%)
- vlachok: 0 (0%)
- egyéb: 182 (0,42%)
- nem nyilatkozott: 1066 (2,43%)
- regionális kötődésű: 56 (0,13%)
- ismeretlen: 1088 (2,48%)

## Közlekedés
Áthalad rajta a belgrádi körgyűrű és az A3-as autópálya.
Itt van a Belgrádi repülőtér.